# Certifiée halal
Pour plus de détails, voir Fiche technique et Distribution.
Certifiée halal est une comédie franco-belgo-algérienne réalisée par Mahmoud Zemmouri, sorti le 13 mai 2015.

## Synopsis
En France, lors de la « journée des femmes de l’immigration », la jeune Kenza qui dirige l’association « Ni Poules Ni Soumises » dénonce l’inégalité des sexes et la recrudescence des certificats de virginité. À son insu, elle passe au JT d’une grande chaine nationale et fait scandale dans sa cité. Son frère Chérif, humilié, fait appel à son cousin Aziz retourné faire fortune en Algérie, pour arranger le mariage de sa sœur, dans le but de retrouver son honneur. Dans le même temps, dans une ferme d'un village algérien, Hadj Achour est sur le point de céder sa fille Sultana au fils cadet des Laroubi. Les deux convois nuptiaux se croisent et dans la confusion, les familles se trompent de mariées...

## Fiche technique
- Titre original : Certifiée halal
- Réalisation : Mahmoud Zemmouri
- Scénario : Mahmoud Zemmouri et Marie-Laurence Attias
- Photographie : Bernard Vervoort
- Production : Monkey Productions et Fennec Productions
- Distribution : MLA Films
- Pays d’origine :  France,  Algérie et  Belgique
- Genre : comédie
- Durée : 85 minutes
- Dates de sortie : 2015
  - France : 13 mai 2015

## Distribution
- Hafsia Herzi : Kenza
- Smaïn : Aziz
- Mourade Zeguendi : Chérif
- Rabiàa Tlili : Safia
- Nadia Kounda : Sultana
- Abdelhamid Gouri : Hadj Achour